# Lorna Watson
Lorna Watson (* 1977) ist eine britische Filmschauspielerin, Komikerin und TV-Moderatorin.

## Leben
Im März 2012 trat Watson mit Ingrid Oliver bei Let's Dance for Sport Relief auf; sie tanzten zu Ravels Boléro. Die beiden Künstlerinnen kannten sich von der Tiffin Girls' School in Kingston upon Thames.
Im Jahr 2013 trat Watson als Schwester Boniface in der 6. Folge („Die Braut Christi“) der Serie Father Brown auf und sie war auch in einer Sonderserie von The Great British Bake Off zu sehen. 
Im Jahr 2015 spielte sie in einer Sonderfolge von Horrible Histories als Boudicca mit. 
Im Januar 2020 wurde bekannt, dass Watson die Schwester Bonifatius in einer neuen Serie mit dem Titel Sister Boniface Mysteries erneut darstellen wird. Die erste Staffel mit zehn Folgen war auf dem Streaming-Dienst BritBox zu sehen. Diese Staffel wurde ab dem 10. Januar 2024 auf One in Deutschland ausgestrahlt.
Die zweite Staffel wurde 2023 in Großbritannien ausgestrahlt, die dritte Staffel soll 2024 ausgestrahlt werden, wobei Watson auch eine Rückkehr zu Pater Brown filmt.